# 춘천MBC TV
춘천MBC TV는 대한민국 춘천문화방송에서 운영하는 종합 텔레비전 방송 채널이다.

## DMB 방송
2007년 12월 21일부터 DMB 방송국 MY MBC 강원권이 개국함으로써 DMB에서도 춘천 MBC TV를 볼 수 있게 되었다.